# Timothy F. Geithner
Timothy Franz Geithner [gaɪtnər], född 18 augusti 1961 i New York i New York, är en amerikansk ekonom och politiker. Han har arbetat i finansministeriet för tre presidenter och var USA:s 75:e finansminister mellan den 26 januari 2009 och den 25 januari 2013. Geithner var också, mellan den 17 november 2003 till den 26 januari 2009, den nionde presidenten och högste ansvarige (chief executive officer) för Federal Reserve Bank of New York, vilken är den största av Federal Reserves medlemsbanker. Från 2001 till 2003 arbetade Geithner för Internationella valutafonden (IMF) som ansvarig för Policy Development and Review Department. Han är en medlem av Council on Foreign Relations och Group of Thirty.